# زاد ملتقى (ملحن وفنان تشكيلي)
وُلد زاد ملتقى في لبنان عام 1967 في زمن المسرح المعاصر، وهو ملحن وفنان تشكيلي.
بدأ زاد العزف على البيانو في سن الخامسة وانتقل إلى باريس عام 1984. وفاز بالجائزة الأولى في عام 1989 في المعهد العالي الوطني في باريس.و في عام 1993، تخلى عن حياته المهنية الدولية كمترجم لتكريس نفسه للتلحين والفنون التشكيلية. تدرب على تخصص الكتابة الموسيقية الغربية ولكنه ارتبط بشكل طبيعي بجذوره الشرق أوسطية، ابتكر زاد لغته الموسيقية الخاصة. لاحظ جيورج كورتاج أن ارتباطه بالتلحين كان واضحًا في كتاباته الأصلية التقدمية وغير النمطية. تُقدّر أعماله في جميع أنحاء العالم، وحصل على جائزة SACEM كلود أريو 2007، وجائزة النقاد لأفضل إبداع موسيقي في عام 2017 عن عمله يو إم سوفرين، محرك كل شيء (بالانجليزية: UM sovereign engine of all things).
تشمل أعماله الموسيقية العديدة الأعمال المعروضة بمهرجان فينيسيا الفني الثامن والخمسين، ومؤسسة فان هارينتز، وأوركسترا الراديو السمفونية بستوكهولم، وأوبرا برلين الألمانية، والمعهد المسرحي بشتوتغارت، ومسرح جيوفاني وباولو بفينيسيا، ودار الأغاني بمونتريال، وغيرها.
واصل زاد بالتوازي ممارسة الفنون التشكيلية في العمل عبر التركيب والرسم والتصوير والفيديو. تشمل أبرز المعارض الحديثة معرض توتا بنيويورك، ومعرض دوم أوسكار نيماير بطرابلس في لبنان؛ ومعرض مركز بومبيدو ميتز في مهرجان فينيسيا الفني السابع والخمسين، ومتحف سرسق ببيروت عام 2018، ومعرض سومنلينا بفنلندا، ومعرض الليلة البيضاء (بالفرنسية: Nuit Blanche) بباريس، وغيرها من المعارض.
في الآونة الأخيرة، اختير زاد ملتقى من بين 200 فنان تشكيلي من قبل شركة لوي فيتون، من أجل إنشاء صندوق للاحتفال بالذكرى المئوية الثانية لمؤسسها. في نوفمبر ، سيعرض مجموعته الجديدة أبو كاليبس (بالانجليزية: APOCALYPSE 6:08) في معرض ايدين بستراسبورغ في بفرنسا ولحن بصري وصوتي بعنوان ممر الاوهام (بالفرنسية: Corridor des Illusions) في الصين.

## روابط خارجية
1. 1 2 3  RKDartists (بالهولندية), QID:Q17299517
2. ↑  B.R.A.H.M.S. (بالفرنسية), ISSN:2557-8928, QID:Q54074647
3. ↑  Internet Movie Database (بالإنجليزية), QID:Q37312
4. ↑  "زاد ملتقى يُمثِّل لبنان في مهرجان البندقية". الجمهورية. مؤرشف من الأصل في 2023-01-08. اطلع عليه بتاريخ 2023-01-08.
5. ↑  "Biennale Arte 2017 National Participations". La Biennale di Venezia. 2017. مؤرشف من الأصل في 2023-01-08. اطلع عليه بتاريخ 2019-02-14.
6. ↑  يرق، جمانه رزق. "معرض «زاد ملتقى» يحطّ في فنلندا.. الوجهة الثانية ضمن جولته العالمية". الخيام | khiyam.com. مؤرشف من الأصل في 2023-01-08. اطلع عليه بتاريخ 2023-01-08.
7. ↑  "Cycles Of Collapsing Progress". Studiocur Art. 2018. مؤرشف من الأصل في 2023-01-08. اطلع عليه بتاريخ 2019-02-14.
8. ↑  "ZAD MOULTAKA | Louis 200 | Digital Catalogue". louis200.com. مؤرشف من الأصل في 2022-11-27. اطلع عليه بتاريخ 2023-01-08.

- موقع رسمي